# Soudy ve Slovinsku
Soudní moc (judikativa) ve Slovinsku je tvořena Ústavním soudem, Nejvyšším soudem – jako nejvyšším soudním tělesem – pod nímž se nacházejí vrchní soudy a Vyšší pracovní a sociální soud. Pod vrchními soudy jsou soudy krajské a okresní, pod Vyšším pracovním a sociálním soudem jsou pracovní soudy a Pracovní a sociální soud.
Do roku 1918 byl vývoj slovinské soudnictví ovlivňován příslušností k podunajské monarchii, v období let 1918 až 1991 – s přestávkou za druhé světové války – pak vývojem ve státu jižních Slovanů.
Současná soustava obecných soudů je tvořena 44 okresními soudy (okrajna sodišča), které jsou podřazeny pod jeden z jedenácti krajských soudů (okrožna sodišča), které jsou rozděleny mezi čtyři vrchní soudy (Višja sodišča). Na vrcholu soustavy se nachází Nejvyšší soud Republiky Slovinsko (Vrhovno sodišče). a úrovni vrchních soudů existuje ještě Správní soud (Upravno sodišče) a Vrchní pracovní a sociální soud (Višje delovno in socialno sodišče), pod který patří tři pracovní soudy a jeden pracovní a sociální soud. Ve Slovinsku existuje také Ústavní soud. Výjimečné soudy a v době míru vojenské soudy se z dikce ústavy nevytvářejí. Podle ústavy jsou soudci slovinských soudů vázáni ústavou a zákonem.

## Historie
V květnu 1749 rozhodla Marie Terezie o nové organizaci ústřední správy, jež byla inspirována pruskou úpravou. V důsledku těchto změn zanikly česká a rakouská dvorská kancelář a pravomoc dvorské komory byla omezena. Zatímco politická a finanční správa podléhala Directorium in publicis et cameralibus, soudní záležitosti řešil nově vzniklý Nejvyšší soudní úřad (Oberste Justizstelle). Ve stejném roce vznikl v Kraňsku zemský soud (Landrecht), který fungoval do roku 1763. Nejvyšší soudní úřad založený v roce 1749 však začal fungovat jako ústřední nejvyšší soud až v roce 1782, ovšem v roce 1797 byl v rámci reformy ústřední správy za Františka II. zrušen. V roce 1802 pak došlo k opětovnému oddělení soudnictví, přičemž od stejného roku začal opět působit Nejvyšší soudní úřad. Z části Nejvyššího soudního úřadu, jež se zabývala justiční správou, vzniklo v březnu 1848 ministerstvo spravedlnosti, a z části fungující jako nejvyšší soud vznikl v roce 1850 Nejvyšší soudní a kasační dvůr (Oberster Gerichts- und Kassationshof).
V roce 1783 byl ustaven Sjednocený korutanský a kraňský zemský soud (Vereinigtes kärnt. - krain. Landrecht), jenž fungoval až do roku 1791, kdy byl rozdělen na samostatné soudy. Takový stav trval až do roku 1811. V letech 1812 až 1814, v období existence Ilyrských provincií, se Kraňský zemský soud stal pod označením Tribunál I. stupně (Tribunal I. stopnje) nejvyšším soudním orgánem v Kraňsku. Jakmile bylo obnoveno rakouské panství, byl zemský soud propojen s městským soudem v Lublani a vznikl Městský a zemský soud v Lublani (Mestno in deželno sodišče v Ljubljani / Stadt- und Landrecht). Ke změně v názvu a ve funkci soudu došlo v roce 1850, kdy se Zemský soud stal nejvyšším soudním orgánem v Kraňsku a po dalších změnách fungoval v zásadě až do roku 1929, kdy se z něj stal okresní soud (Okrožno sodišče v Ljubljani), jehož existence trvala až do zániku Jugoslávie v dubnu 1941.
S koncem první světové války a vznikem samostatného státu jižních Slovanů, přišlo Slovinsko o všechny vyšší soudy. Nejvyšší soudní a kasační dvůr zůstal ve Vídni, Vrchní zemský soud pak v rakouském Grazu. V listopadu 1918, s účinností od 1. prosince 1918, byl zřízen Vrchní zemský soud (Višje deželno sodišče) v Lublani jako v zásadě nejvyšší soud na území Slovinska. Původně dvoustupňová organizace soudnictví byla změněna v listopadu 1919, kdy ve třetím stupni rozhodoval soud v Záhřebu. V roce 1929 se z Vrchního zemského soudu v Lublani stal Apelační soud (Apelacijsko sodišče v Ljubljani). Tento soud byl po dobu existence královské Jugoslávie nejvyšším soudním tělesem ve Slovinsku, pod nímž se nacházely krajské soudy v Celji, Mariboru, Lublani a Novom mestě a pod těmito pak okresní soudy.
Za druhé světové války kontinuálně existovala soudní tělesa bývalé Jugoslávie, jejich působnost se však vlivem rozdělení území mezi okupanty změnila. Osvobozenecká fronta v průběhu války vytvořila paralelní soudní soustavu.
V rámci poválečné Jugoslávie byla zakotvena mimo jiné soustava tzv. řádných soudů tvořená Nejvyšším soudem federace, nejvyššími soudy republik a autonomních oblastí, obvodními a obecními soudy, vojenskými soudy a soudy specializovanými. Ve Slovinsku byly zřízeny jen soudy základní, vyšší a Nejvyšší soud. Činnost republikových nejvyšších soudů byla zahájena v srpnu 1945. V Socialistické republice Slovinsko fungovaly do 31. prosince 1978 tyto řádné soudy: občinské (občinska sodišče), okresní (okrožna sodišče) a Nejvyšší soud. K 1. lednu 1979 se stal účinný zákon o řádných soudech z roku 1977, který zaváděl základní soudy (temeljena sodišča), vyšší soudy (višja sodišča) a Nejvyšší soud.

## Současnost

### Ústavní zakotvení
Slovinská ústava z roku 1991 upravuje soudní moc v ustanoveních čl. 125 až 134, jež se nacházejí v rámci hlavy čtvrté nadepsané jako státní zřízení. Článek 125 zakotvuje nezávislost soudce a jeho vázanost pouze ústavou a zákonem. Článek 126 Ústavy odkazuje na prováděcí právní předpis, v ústavní rovině však zakotvuje nemožnost vzniku zvláštních soudů a v době míru také soudů vojenských. Ve vztahu k vojenským soudům se jednalo o podstatnou změnu, neboť v dobách avnojské Jugoslávie tvořily vojenské soudy samostatnou soustavu mimo civilní soudní správu, když i civilisté podléhali vojenským soudům avšak jen v případě, že bylo rozhodováno o trestných činech proti obraně státu. Článek 127 upravuje Nejvyšší soud Republiky Slovinsko, čl. 128 odkazuje na zákon pro případ vymezení možnosti bezprostřední účasti občanů Slovinska na soudní moci, čl. 129 pak upravuje otázku trvání soudcovského mandátu. Soudci jsou v souladu s ust. čl. 130 Ústavy voleni Státním shromážděním na návrh Soudní rady. Úprava funkčního období soudců je další změnou, kterou přinesla ústava z roku 1991. Zatímco za účinnosti předchozí ústavy byli soudci voleni na osm let, přičemž mohli (avšak také nemuseli) být zvoleni opakovaně, nová ústava definuje funkci soudce bez časového omezení. Zákon však – na základě odkazu z ústavy (čl. 132) – stanovuje věkovou hranici a další podmínky pro volbu soudce. Soudcovská rada, jež je upravena v čl. 131 Ústavy, má jedenáct členů, z nichž pět volí Státní shromáždění na návrh prezidenta republiky z řad univerzitních profesorů právních nauk, advokátů a ostatních právníků a zbývajících šest členů pak volí ze svých řad přímo soudci. Předsedu si členové Rady volí ze svého středu sami. Ústava v zásadě odkazuje na zákon pro vymezení situací, kdy dochází k zániku funkce soudce. Z dikce ústavy však může Státní shromáždění zbavit soudce jeho funkce na návrh Soudní rady, pokud soudce poruší ústavu nebo hrubým způsobem poruší zákon. V případě, že se soudce úmyslným zneužitím funkce dopustí trestného činu, za který byl pravomocně odsouzen, zbaví soudce jeho úřadu Státní shromáždění. Čl. 133 vymezuje neslučitelnost funkce, kdy soudce nemůže zastávat funkce v jiných státních orgánech, orgánech místní samosprávy a v orgánech politických stran. Článek 134 pak upravuje imunitu soudce, jenž nemůže být pohnán k zodpovědnosti za názor, který zaujal při nalézání práva v rámci výkonu své funkce, a zároveň platí, že soudce podezřelý ze spáchání trestného činu při výkonu funkce nesmí být bez souhlasu Státního shromáždění zatčen, ani proti němu nesmí být zahájeno trestní stíhání.
Ústavní soud je upraven samostatně v ust. čl. 160 až 167 Ústavy. Specifickou institucí je Rozpočtový soud (Računsko sodišče), jenž funguje jako orgán pro přezkoumání státních účtů, státního rozpočtu a všech veřejných výdajů. Rozpočtový soud však nelze řadit mezi ostatní soudy, neboť se s ohledem na své zakotvení nachází zcela mimo moc soudní.